# Aicha vorm Wald
Aicha vorm Wald je obec v německé spolkové zemi Bavorsko, v zemském okrese Pasov ve vládním obvodu Dolní Bavorsko.
Žije zde přibližně 2 400 obyvatel.

## Sousední obce
Eging am See, Fürstenstein, Neukirchen vorm Wald, Tiefenbach, Windorf